# インド国立映画開発公社
インド国立映画開発公社（インドこくりつえいがかいはつこうしゃ、National Film Development Corporation of India、略称：NFDC）は、インド情報・放送省の部局で、インド映画の融資、製作、配給を手掛ける組織。

## 歴史

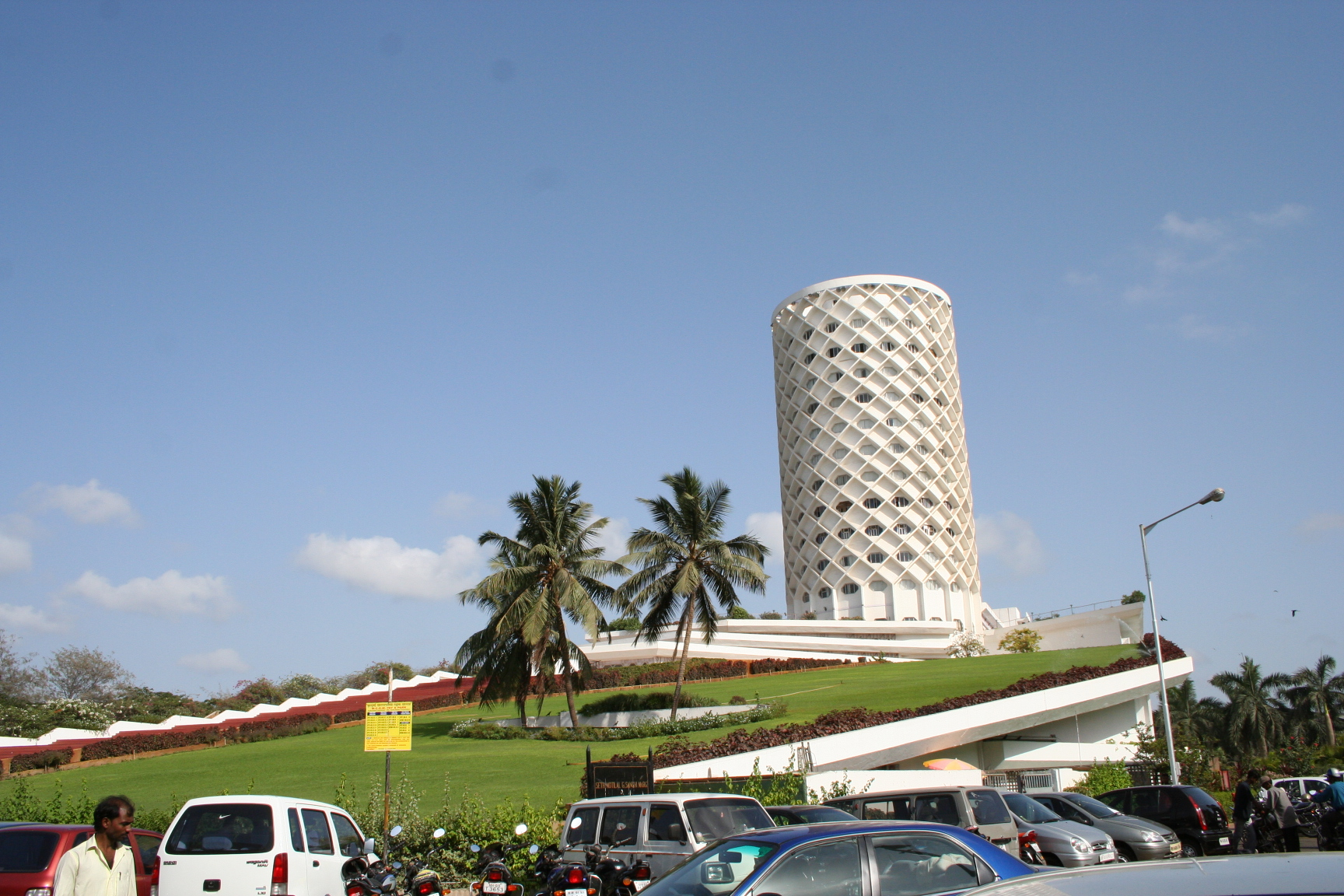
NFDC本部があるネルー・センター（事務所は6階）

1960年に前身組織であるインド映画財政公社がインド財務省の部局として創設された（1964年に情報・放送省の部局に移行）。これは映画製作に際して出資者や配給業者による製作への影響力排除と映画の質の向上を訴えるパティル委員会委報告（1951年）以降長年にわたり支援組織創設が議論された結果、1956年5月に創設が決定したための施策である。当初は興行的な成功が見込める商業映画への融資が多かったが、1968年に融資した『ソーム旦那の話』（1969年公開）の成功以降は芸術映画への融資を優先するようになった。
1979年にインド映画財政公社とインド映画輸出公社の合併が決定し、1980年4月からインド映画開発公社として映画財政支援政策を担当するようになった。NFDCは1970年代から1980年代のインド映画（特にパラレル映画）の製作に大きく貢献しており、前身のインド映画財政公社時代を含めて300本以上の映画を製作、または製作費を融資している。これらの映画は高い評価を得ており、国内外の映画賞で賞を受賞している。NFDCが製作した代表的な作品として、D・V・S・ラージュが会長を務めていた1982年に公開された『ガンジー』が挙げられ、同作で得た収益を元に引退した俳優の生活保護を目的とした映画俳優福祉基金を創設した。1990年代に入ると製作本数が減少したが、情報・放送省が3億ルピーの予算を編成し、また著名な俳優であるオム・プリを会長に迎えたことにより、2000年代には製作本数が増加した。
B・K・カランジアはインド映画財政公社の創設に尽力し、長年にわたりNFDC会長を務めた。2008年から2011年にかけてオム・プリが会長を務め、2012年にラメーシュ・シッピーが会長に就任した。
2020年12月に映画関連業務の重複を解消するため映画祭事務局、映画局、インド国立フィルム・アーカイヴ、インド児童映画協会の機能をNFDCに統合することが決定し、2022年3月に統合が実施されたことでNFDCがインドの映画関連業務を一括して担当するようになった。

## Cinemas of India
2013年、NFDCは1960年代以降に製作されたパラレル映画の宣伝・普及を目的とした「Cinemas of India」サービスを開始した。このサービスでは長年流通していなかった作品の多くが復元され、ウェブサイト上で視聴可能となり、同時にDVDでも視聴できるようになっている。同サービスで視聴可能な作品には『真っ赤なスパイス』『Ek Din Achanak』『Train to Pakistan』『Mammo』『Uski Roti』『Kamla Ki Maut』『27 Down』がある。